# Уліткино
Улі́ткино (рос. Улиткино) — присілок у складі Лосино-Петровського міського округу Московської області, Росія.

## Населення
Населення — 213 осіб (2010; 245 у 2002).
Національний склад (станом на 2002 рік):
- росіяни — 93 %